# Enllaç quàdruple
Un enllaç quàdruple és un tipus d'enllaç químic entre dos àtoms involucrant vuit electrons. Aquest enllaç és una extensió dels més familiars enllaç doble i enllaç triple. Els enllaços quàdruples estables són més comuns en els metalls de transició en mig del bloc d, com el reni, tungstè, molibdè i crom. Típicament els lligand que suporten enllaços quàdruples són π-donants, no π-acceptors.

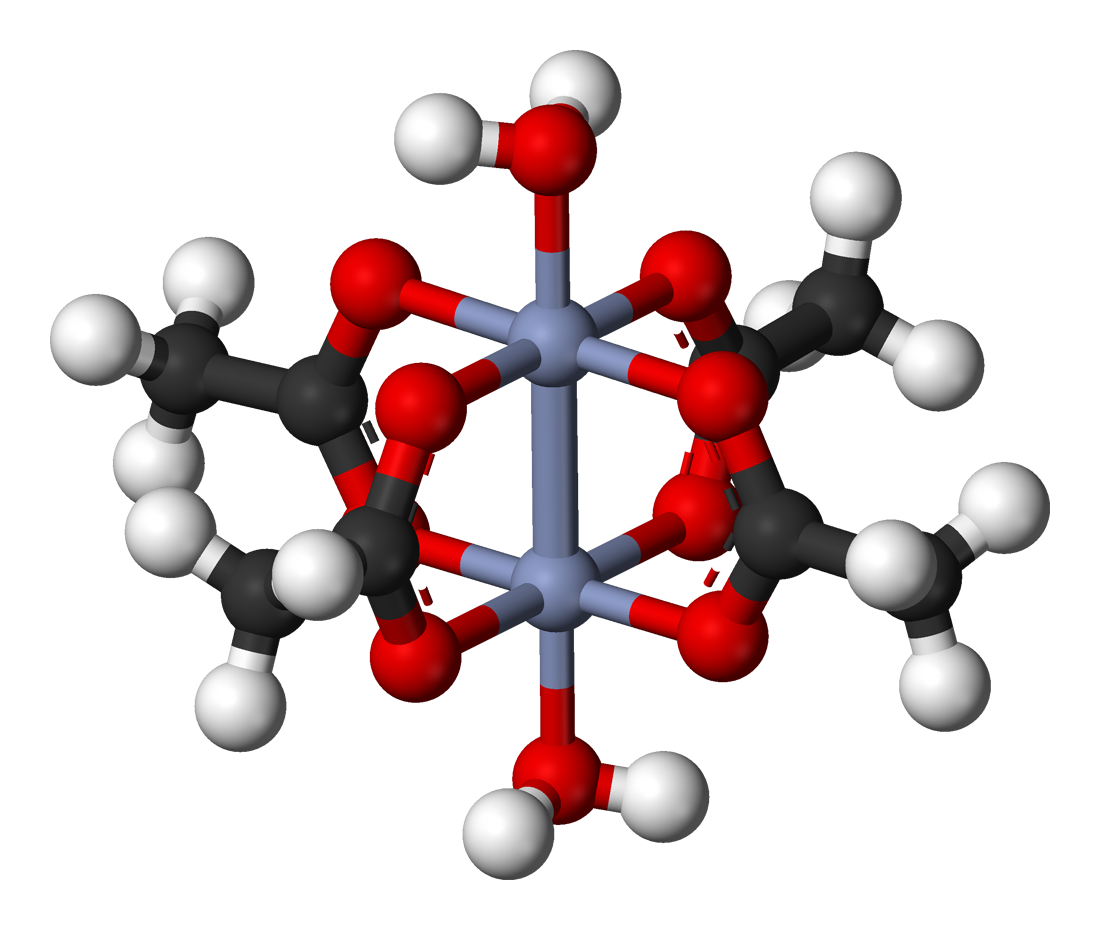
Estructura de l'acetat de crom (II)